# 宇津本直紀
宇津本 直紀（うづもと なおき、NAOKI UZUMOTO、1967年3月29日 - ）は、日本のドラマー、ソングライター、音楽プロデューサー、専門学校講師。山口県岩国市美和町出身。明治大学政治経済学部卒業。

## 来歴
1993年、第6回BADオーディションに合格、ZYYGへ加入する事になるも降りてくれと言われ、DEENへの1994年1stアルバム「DEEN」よりDEENの正式メンバーとして加入。「夢であるように」のサビの部分他、多数の楽曲を作曲。
1999年12月31日の神戸でのカウントダウンライブを最後に脱退。2005年croonとしてアーティスト活動を再開（2006年、croonの活動を休止）。
その後は個人でビーイングに所属（残留）し、作曲・ディレクション・プロデュース活動を行う。アツミサオリのマネジメント、テレビ神奈川・ダンスシャッフルの音楽プロデューサー、美元智衣のディレクターなどを担当。
2010年11月、ビーイングを退社。
2011年9月にはLittle Voice of FUKUSHIMA のメンバー、プロデューサーとしてアーティスト活動を再開。同年10月、みたかソーシャル&コミュニティビジネスプランコンペティション2011第二回で「優秀賞」を受賞し、「内閣府地域社会雇用創造事業」の起業支援対象者として選出される。同年2月、妻が福島県出身であることから「福島の未来を音楽でつくる会」を立ち上げ、福島県南相馬市の小学生たちが作詞し歌う復興ソング・「福島から伝えたい」の義援金付きCDをプロデュース。
2013年2月発売、神部冬馬 3rd アルバム「Boarding Pass」の総合ディレクションを担当。同年7月発売 上野優華デビューシングル・C/W曲「ありがとうを君へ」（愛媛朝日テレビ 全国高等学校野球選手権 愛媛大会 公式テーマソング）を作詞。
2014年4月発売、上野優華3rdシングル「Dear my hero」 （映画「1/11 じゅういちぶんのいち」主題歌・「ネクステージ」CMソング）を作曲。同年10月、静岡テレビ放映の「げんきっず」主題歌を作曲。
2015年3月発売、上野優華5thシングル・C/W曲「すだちパッション」を作詞。
2016年7月発売、上野優華7thシングル「恋日記」を作詞。同年7月発売、神部冬馬4thアルバム「夢みるくじら」を時乗浩一郎と共同でプロデュースし、収録曲「初恋雪」「ぶどう畑で恋をして」「夢のつづき」「いつまでも」を神部冬馬と共同で作詞作曲。
2017年3月ジェームス小野田（米米クラブ）が歌うGocoo KIDS（スタントジャパンのキッズ部門）のテーマソング・「KIDS☆na～希望のひかり☆☆☆☆☆～」を作曲。4月発売、上野優華8thシングル・C/W曲「桜の花びら、散っても」を作詞・作曲。4月より、東京スクールオブミュージック専門学校渋谷の講師に就任。

## 作詞

### 上野優華
- ありがとうを君へ
- すだちパッション
- 恋日記
- 桜の花びら、散っても

### 神部冬馬
- 初恋雪（神部冬馬と共作）
- ぶどう畑で恋をして（神部冬馬と共作）
- 夢のつづき（神部冬馬と共作）
- いつまでも（神部冬馬・shinと共作）

## 作曲

### ジェームス小野田（米米クラブ）
- KIDS☆na～希望のひかり☆☆☆☆☆～

### DEEN
- 未来のために （サビを池森秀一が作曲）
- SUNSHINE ON SUMMER TIME
- 夢であるように （メンバー共作、サビを作曲）
- 海の見える街～Indigo days～
- Crazy for you
- ありったけの笑顔
- ONE DAY
- GRAVITY （メンバー共作）
- VOYAGE （山根公路&宇津本直紀）
- 眠ったままの情熱 （山根公路&宇津本直紀）
- 君のいないholiday
- A day in my life （山根公路&宇津本直紀）
- 晴れた空の下、きみつれて （山根公路&宇津本直紀）
- Burning my soul （山根公路&宇津本直紀）
- MY LOVE （山根公路&宇津本直紀）
- YOU GOTTA KICK （山根公路&宇津本直紀）
- The Room

### 岩田さゆり
- ヒトリゴト
- 最後のラブレター

### croon
- pain

### 上野優華
- Dear my hero（岩永知佳と共作）
- 桜の花びら、散っても

### 神部冬馬
- 初恋雪（神部冬馬と共作）
- いつまでも

### 福島県南相馬市立石神第一小学校
- 福島から伝えたい（作曲・小野智洋、補作・宇津本直紀）

### あんさんぶるスターズ!! ESアイドルソング
- 輝きの中で

## ディレクション（サウンドプロデュース）
- 神部冬馬  ／ 3rd アルバム『Boarding Pass』
- LOST WEEKENDER ／ 1stミニアルバム『NITEHEAD』
- 美元智衣 ／ 2ndミニアルバム『I Miss You』
- BGV TRIALレーベル／Emmy FARANDOLE

## プロデュース
- テレビ神奈川 ／ダンスシャッフル
- 福島から伝えたい（福島復興支援のための義援金付きCD）

## ドラムレコーディング
- 滴草由実／1stミニアルバム『ENDLESS SUMMER』
  - M3「 I wanna run to you」
- アツミサオリ／メジャー1stアルバム『東京クラムジーデイズ』
- 後藤康二／1stアルバム『ck510 SOFA Listening』
  - 「追憶（原曲：竹井詩織里）」